# 翁钮络氏
翁钮络氏为满族姓氏。世居叶赫、大凌河，早期仅两户。镶白旗本拜世居叶赫，其元孙沈阳任护军校。正蓝旗二武世居大凌河，曾孙富保、元孙根都理均任八品官，四世孙索尔逊任头等护卫。民国以后，以翁、钮为汉姓。近代有后裔跟随国民政府移居台湾，使翁钮络氏成为台湾满族大姓之一。